# Осада Варвы
Осада Варвы — одно из событий русско-польской войны 1654—1667 и гражданской войны на Украине.

## Предыстория
В сентябре 1658 года гетман Войска Запорожского Иван Выговский подписывает с Речью Посполитой Гадячский договор, возвращавший Войско Запорожское под власть польской короны. Призвав к себе на помощь войска Крымского хана, Выговский начинает военные действия против России.
Отряды Выговского вторгаются на русские земли. Путивльский воевода князь Григорий Долгоруков сообщает царю, что с «запорожской стороны из Глухова черкасы в Путивльской и в Севской уезды» и «с другой стороны к Путивльскому ж уезду Сербы и Черкасы и Татаровя, приходили войною и многие деревни воевали, людей побивали и в полон отводили, а скарбы и лошади и всякую животину и хлеб имали, и дворы жгли».
8 (18) сентября войска Выговского осадили город Каменное. 14 (24) сентября «пришел под Каменной с обозом гетман Иван Выговской с большим собраньем и стал за посадом… шанцы кругом всего города покопал, и туры поставил, от стены сажени по 3 и меньше, и пушки подвел кругом всего города; и из пушек бил три дня… и город испроломал, и… многих людей из пушек побил; и после пушечной стрельбы сентября в 19 день в 1-м часу дня, был к Каменному приступ жестокой… и на приступе на бою, полковники, и мурзы, черкасы, и татары побиты многие люди; и город отстояли». Не добившись успеха, Выговский осадил Олешню, где также потерпел поражение.
Русское правительство начало собирать войска. Для защиты юго-западных уездов в Севск были направлены воеводы князья Фёдор Куракин, Семён Пожарский и Семён Львов с 5 стрелецкими приказами.
На Украину посылается Белгородский полк князя Ромодановского в составе: 1621 дворян и детей боярских в сотнях, 1474 рейтар в шквадронах В. Фангалена и И. Саса, 934 драгун полка И. Инвалта, 336 донских казаков Григория Косагова, 4206 солдат в солдатских полках Ф. А. Фанбуковена, Я. Лесли, Я. Фанзагера и Я. Краферта; всего 8571 человек. К войску Ромодановского пристали оппозиционные Выговскому казаки. «А которые, Государь, казаки тебе, Великому Государю, служат верно разных полков, и те, Государь, в полкех у Ивана Донца да у Ондрея Покушелова. Да с Дону, Государь, и из Запорожья пришли тебе Великому Государю, служить ко мне… И в сех, Государь, полкех черкас со мною… конных и пеших, с тридцать тысяч человек», писал князь в Москву.
19 (29) октября войска Ромодановского взяли Голтву. 23 октября (2 ноября) полковники Иван Донец и Остафей Ворыпай с «полки своими» вошли в Миргород. Миргородский полк присоединился к Ромодановскому. Полковником стал Степан Довгаль, который выступил к Лубнам. Следом были взяты Лубны и Пирятин. Навстречу Ромодановскому Выговский выслал войска наказного гетмана Григория Гуляницкого, черниговского полковника Аникея Силича и прилуцкого Петра Дорошенко.
3 (13) ноября за пять верст от Пирятина войсками Григория Косагова (3 000 человек) и казаками миргородского полка полковника Довгаля Гуляницкий был разбит и бежал в Варву, откуда послал приказ полковнику Кобылевскому о сборе казаков: «посылай во все села и местечка окольные ясаулов, чтоб всех гонили до Нежина, а непослушным шею утинати вели без жадного милосердия, инако не чиня, под жестким караньем»
7 (17) ноября войска князя Ромодановского подошли к Варве и осадили город.

## Осада
Когда войска Ромодановского «стали обозами около города», «из города выезжали полковники со многими людми, и с… Великого Государя людьми и с черкасы учинили бой большой, и милостью… Божией… на том бою черкас многих людей побили и взяли языков черкас четырёх человек: варвского атамана Алешку Малютенка с товарищи, а в роспросе те черкасы… сказали, что с Грицком Гуленицким в Варве в осаде с тритцать тысяч человек, да с ним же сербов человек з двесте, а здатца они не хотят».
Гуляницкий занял оборону на «Замковой горе» — старом городище на высоком левом берегу реки Удай. Городище представляло собой неправильный четырёхугольник с земляными валами. С трех сторон гора окружена оврагами, которые были заполнены водой («болотами»), а с четвёртой протекала река. Варва являлась сильноукрепленной крепостью с сильным гарнизоном из трех казацких полков.
Ромодановский приступил к осаде. Соорудил «шанцы, посыпь большую» и окружил город. С одной стороны «салдацкие и черкасские полковники подошли шанцами, а за рекою… от Прилук стоит… полковник Иван Инвалт да Григорей Косагов с донскими казаки, да полковник Миргороцкой Степан Довгаль со своим полком».
9 (19) ноября и 12 (22) ноября князь Григорий Григорьевич попытался взять крепость штурмом. «Ноября, государь, в 9 день да в 12 день к Варве велел я… пешим салдацких полков полковнику Филипиюсу Албертусу Фанбуковену да Якову Лесли да Ягану Фанзагеру с салдаты да драгунскому подполковнику… з драгуны и черкасским полковникам с черкасы к городу приступать и приступы Государь были жестокие и взять, Государь город приступами никакими мерами нечем, потому, Государь, что место оборонное и крепкое, с трех, Государь, сторон обошли реки и болота болшие», докладывал князь в Москву. Претерпев неудачи в приступах, Ромодановский приказал взять город в блокаду и «валить вал».
В это время, между 7 (17) ноября и 12 (22) ноября «черкасы, которые Великому Государю служат», избрали себе гетманом Ивана Беспалого.
7 (17) ноября стряпчий Григорий Косагов, посылал «подъезд под черкасской город Прилуки». Донские и запорожские казаки привели двух «языков» Ивана Кровченко и Фёдора Игнатенко, которые оказались жителями города Переволочна в Прилуцком полку. Они рассказали, что к ним в город пришли «по веленью Ивана Выговского черкас с пятьсот человек и… великого государя ратных людей… побивают и живых имают». Переволочная, расположенная к северу от Варвы, закрывала дорогу Ромны—Прилуки, и таким образом, Выговский получал выгодную стратегическую позицию для атаки на осаждавшие Варву войска. 8 (18) ноября князь Ромодановский приказал Косагову «ко Переволочной идти и послал с ним лист, чтоб козаки и мещане были по-прежнему под высокою рукою у тебя великого государя». Когда, совершив стремительный рейд к Переволочной «с донскими казаки, да с зеньковскими, да куземскими сотники и черкасы», Косагов подошёл к городу и передал гарнизону предложение сдаться, в ответ из города «почали по ним стрелять из пушек». Косагов велел начать штурм, в ходе которого город был взят. В ходе штурма было пленено «нежинских казаков да переволоченских двадцать человек», а на приступе «никово не убили и толко ранили одново донсково казака».
Поздняя осень осложняла осаду Варвы, вскоре «почели быть морозы большие, а салдатом в шанцах быти трудно», «раненых, государь, солдат и драгунов много и многие ратные люди помирают». Когда «реки и болота замерзнут» князь собирался провести новый штурм города. Для поддержки князь просил прислать к нему на помощь полк князя Куракина.
Вскоре под Варву прибыл белгородский приказ московских стрельцов Клементия Иевлева. Князь Куракин высказал готовность направить к Ромодановскому часть своих сил под началом князя Семёна Пожарского. Из Москвы к войскам Ромодановского был послан стольник воевода Петр Скуратов.
В складывающейся ситуации Иван Выговский, находившийся в это время под Киевом, послал на помощь Гуленицкому наказного гетмана Ивана Скоробогатко с полками Переяславским Тимофея Цецюры, Каневским С. Савича и Черкасским Фёдора Джулая, наемными валахами и сербами, а также крымскими татарами. 20 (30) ноября у Ромодановского был бой с «гетманом Иваном Скоробогатко и с черкасы и с татары и с волохи и с сербы». В этом бою Скоробогатко потерпел поражение и отступил к Прилукам. Вскоре он предпринял вторую попытку разбить войска князя и освободить из осады Гуляницкого. «И ноября,… в 25 день пришли из Прилук же… черкасы и татары и волохи и сербы и ударили на Миргородского полковника Степана Довгаля и драгунского полковника Ягана Инволта». Одновременно Гуляницкий предпринял атаку из города: «из Варвы на обоз же да Ягана Инволта была вылоска большая». В результате сражения Скоробогатко был разбит и отступил от Варвы, а Гуляницкому пришлось вернуться обратно в город. В бою отличился полтавский полковник Кирилл Пушкаренко (сын погибшего Мартына Пушкаря), его казаки «с черкасами, татарами и волохами» бились и «языков взяли семь человек». Пленные рассказали, что «татар с гетманом… с шесть тысяч человек», Переяславский, Каневский и Черкасский полки, и они ждут скорого подхода татар Маметши-мурзы.
29 ноября (9 декабря) к князю Ромодановскому приехали посланцы от Скоробогатко — переяславский полковник Тимофей Цецюра с казаками, которые «били челом» государю, чтобы он простил их вины и «умилосердился», клялись в том, что готовы «по-прежнему быть в вечном подданстве» и «неотступно присягати». Цецюра говорил князю, что они с русскими ратными людьми «битца не станут» и на казаков, которые были с ним «войною ходить не станут». Крымских татар Скоробогатко обещал отпустить.
30 ноября (10 декабря) казаки Переяславского, Каневского, Черкасского полков присягнули царю Алексею Михайловичу и «говорили единогласно», что они рады быть по-прежнему в его подданстве и чтобы Государь «над ними умилосердился, велел вину им отдати». Поверив присяге, Ромодановский выпустил Гуляницкого из осады.

## Последствия
Присяга выговцев под Варвой (сам Выговский принес присягу ещё 9 ноября 1658 года в Киеве) оказалась ложной. Уже в декабре 1658 года Выговский изменил своему слову, и военные действия начались вновь.